# Vincentius Opsopoeus
Vinzenz Heidecker, meglio noto come Vincentius Opsopoeus (Baviera, ... – Ansbach, 1539), è stato uno scrittore tedesco.

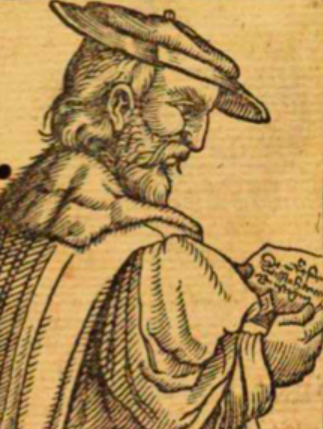

Accanto a numerose traduzioni ed edizioni è ora nota una sola sua opera, che comparve nel 1536 per la prima volta con il titolo latino De arte bibendi libri tres (Tre libri sull'arte di bere). Già nel 1537 comparve la prima traduzione in lingua tedesca.
Sotto lo pseudonimo di Vincentius Opsopoeus furono pubblicate diverse opere, tra le quali il suo libro Sull'arte di bere occupa una posizione importante.

## Biografia
Crebbe in Baviera, figlio di un cuoco. Da questa circostanza nacque il suo futuro nome d'arte, Opsopoeus, con il significato di "vivandiere", dalla forma latinizzata di un termine in greco antico.
Nel 1524 Opsopoeus studiò all'Università di Wittenberg e a quella di Lipsia, dove sotto l'impressione della Riforma tradusse e pubblicò numerosi scritti di riformatori, tra i quali emergono contatti epistolari con Filippo Melantone e  Gioacchino Camerario. Fino al 1527 Opsopoeus si dedicò allo studio dell'Antica Grecia a Norimberga, per cui egli ricevette da Martin Lutero lettere di raccomandazione. 
Dal 1528 Opsopoeus divenne direttore del ginnasio ad Ansbach, ove visse fino alla sua morte nel 1539. Accanto a queste attività Opsopoeus fu precettore di Alberto Alcibiade di Brandeburgo-Kulmbach.
Si suppone, da parte degli esperti, che l'alcolismo sia stata la causa del suo decesso.
Si trova anche una fonte, che data il suo ingresso come rettore nel 1548 e il suo decesso nel 1549. La maggior parte delle nuove ricerche danno però per scontato che il decesso di Opsopoeus debba essere avvenuto nel 1539, motivo per cui indicazioni contrarie non possono essere più considerate aggiornate e devono essere viste come sorpassate.

## Opere
Nel corso della sua vita Opsopoeus scrisse e pubblicò molti testi, gran parte dei quali erano traduzioni o scritti di carattere riformatore. Nel 1524 comparve a Wittenberg come sua prima opera la traduzione di Martin Lutero della Lettera di San Paolo ai Galati. I suoi scritti rimanenti furono stampati negli anni seguenti da Johann Setzer ad Hagenau. Così nel 1526 comparve un'edizione di Martin Lutero Epistolarum farrago, danach Luthers Sermo [...] super sacramento (1527). Subito fecero seguito alcune traduzioni latine tra le quali, anche nel 1527, l'Hermotimos di Luciano di Samosata, il Catechismo, di Martin Lutero (1529), numerose opere di Polibio (1530), una traduzione dei Psalmi omnium selectissimi adflictis conscientijs, ac Deum inuocantibus, non uulgariter utiteles Latino carmine redditi di Hermann von Neuenahr il Vecchio (1532). Nel 1534 curò l'editio princeps delle Etiopiche di Eliodoro, stampata a Basilea da Johann Herwagen.
Del suo percorso letterario è però conosciuta solo un'opera sua personale: si tratta del libro De arte bibendi libri III, stampata a Norimberga nel 1536. Già un anno dopo la sua pubblicazione in lingua latina, essa fu tradotta in lingua tedesca da un suo cugino. Questi, Gregor Wickram, era in effetti un cugino del famoso autore Jörg Wickram, che ancor oggi è presente grazie alla sua importanza per l'epoca del romanticismo.

### Opere
- (DE)  Vincentius Opsopopeus: Die Kunst, wie man recht trincken soll nit daß man Tag und Nacht werd voll. Die biecher Vincentii Obsopei: Vonn der kunst zu trincken / auß dem latein in unser Teutsch sprach transferiert / durch Gregorium Wickramm Gerichtsschreiber zu Colmar. Köln a. Rh. 1891.

### Critica
- (DE)  Robert Eitner, Opsopäus, Vincentius in Allgemeine Deutsche Biographie (ADB), Band 24, Duncker & Humblot, Leipzig 1887, S. 408.
- (DE)  Kühlmann, Wilhelm: Art. Opsopoeus, in: Kühlmann, Wilhelm (Hrsg.): Killy Literaturlexikon. Autoren und Werke des deutschsprachigen Kulturraumes, Band 8, Berlin / New York 2010.
- (DE)  Jaumann, Herbert: Art. Opsopoeus, Vincentius, in: Jaumann, Herbert (Hrsg.): Handbuch Gelehrtenkultur der Frühen Neuzeit. Band 1: Bio-bibliographisches Repertorium, Berlin 2004.